# Knooppunt Herning
Knooppunt Herning (Deens: Motorvejskryds Herning) is een knooppunt in Denemarken tussen de Herningmotorvejen richting Aarhus en de Midtjyske Motorvej richting Holstebro en Vejle. Het knooppunt is genoemd naar de stad Herning, waar het knooppunt ligt.
Het knooppunt is uitgevoerd als een klaverturbine. Tussen Aarhus en Vejle ligt een directe verbindingsboog.
| Aansluitende wegen           | Aansluitende wegen | Aansluitende wegen      | Aansluitende wegen | Aansluitende wegen |
| ---------------------------- | ------------------ | ----------------------- | ------------------ | ------------------ |
|                              |                    | 1218 richting Holstebro |                    |                    |
|                              |                    |                         |                    |                    |
| 195 richting Herning centrum | 15 richting Aarhus |                         |                    |                    |
|                              |                    |                         |                    |                    |
|                              |                    | 1218 richting Vejle     |                    |                    |

Aalborg Centrum · Aalborg Nord · Aalborg Syd · Århus Nord · Århus Syd · Århus Vest · Avedøre · Ballerup · Brøndby · Fredericia · Gladsaxe · Herning · Herning Syd · Ishøj · Kliplev · Køge Vest · Kolding · Kolding Vest · Kongens Lyngby · Nørresundby Centrum · Odense · Rødovre · Skærup · Taastrup · Vallensbæk · Vendsyssel